# Іан Оуслі
Іан Люк Оуслі (28 березня, 2002, Коледж-Стейшен, Техас, США) — американський актор. Він найбільш відомий своєю роллю Сокки в серіалі «Аватар: Останній захисник», екранізації однойменного мультсеріалу Nickelodeon.

## Біографія
Оуслі народився 28 березня 2002 року в Колледж-Стейшені, штат Техас, у родині Ріка та Сюзанни Оуслі (до шлюбу Ваятт). У нього є сестра на ім'я Анналіз. Він почав займатися тхеквондо у віці 9 років і брав участь у національних змаганнях протягом п'яти років, згодом отримав чорний пояс третього ступеня в 2018 році. Він з'явився в 3 епізодах серіалу «13 причин чому» в 2019 і 2020 роках.
У серпні 2021 року Оуслі отримав роль Сокки в екранізації «Аватар: Останній захисник». Після того, як він був обраний, було повідомлено, що він мав черокійське походження. Пізніше «Черокі Фенікс» повідомив, що він не належить до жодного з трьох федерально визнаних племен черокі в Сполучених Штатах.
Серіал виявився популярним, його переглянули понад 19 мільйонів глядачів протягом першого тижня після виходу. У березні 2024 року повідомлялося, що «Аватар» продовжено на другий і третій сезони.

## Фільмографія
| Рік       | Серіал                    | Роль         | Примітки     |
| --------- | ------------------------- | ------------ | ------------ |
| 2019      | Вибачте за вашу втрату    | Брейден      | 1 епізод     |
| 2019–2020 | 13 причин чому            | Роббі Корман | 3 епізоди    |
| 2020      | Юний Шелдон               | Джеремі      | 1 епізод     |
| 2021      | Важливий Кидок            | Бодхі        | 2 епізоди    |
| 2021      | Ритміка                   | Зік Брін     | 4 епізоди    |
| 2024—…    | Аватар: Останній захисник | Сокка        | головна роль |